# Kotor

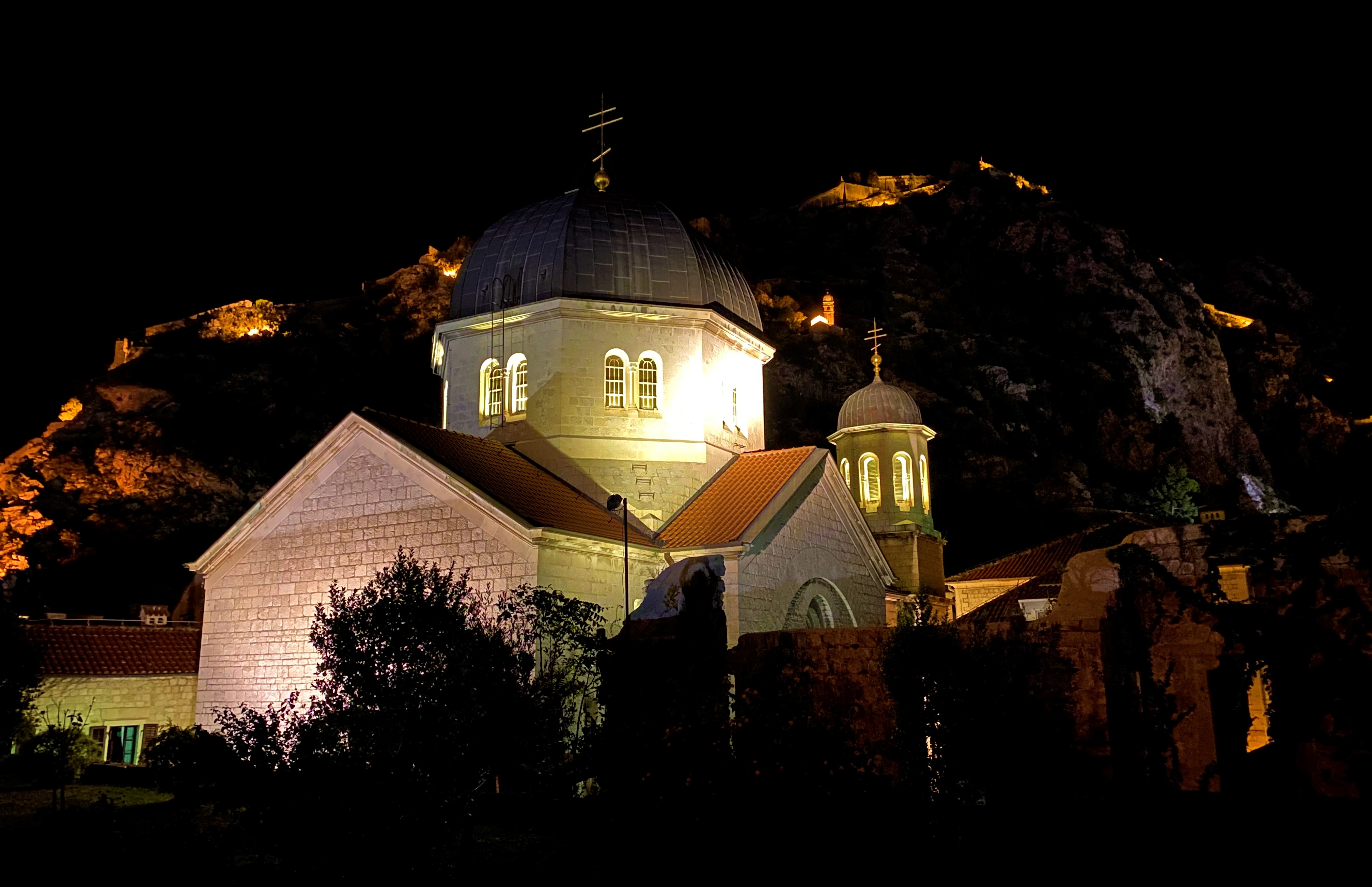
Iglesia ortodoxa de San Nicolás, al fondo las fortificaciones de la ciudad.

Kotor (o Cattaro por su denominación en italiano) es una ciudad costera de Montenegro, a orillas de la bahía de Kotor, una de las zonas más escarpadas del mar Adriático. Como capital del municipio homónimo, alberga una población de 13 347 habitantes en 2023.
El antiguo puerto mediterráneo de Kotor está rodeado de fortificaciones construidas durante la República de Venecia. Aunque es conocido como el fiordo más meridional de Europa, en realidad, se trata de una ría. Kotor, junto a las zonas montañosas de Lovćen y Orjen, alberga una de las mejores vistas del país.
Aunque la declaración de Comarca natural, cultural e histórica de Kotor fue inscrita como Patrimonio de la Humanidad por la Unesco en 1979, se ha convertido en un referente turístico, especialmente para cruceros, a partir de la década de 2000. Asimismo, en 2017 fue incluida en la declaración de Fortificaciones venecianas de defensa de los siglos XVI al XVII.

## Geografía

Panorama de la bahía de Kotor.

La ciudad de Kotor se ubica en el fondo de una pequeña bahía o ría de la Costa Dálmata. La ría o bahía, conocida como Bocas de Kotor, tiene una forma muy cerrada, dado que es lo que permanece de parte del semiderrumbado cráter de un antiguo volcán. Esto explica el motivo por el cual casi toda la ciudad está circundada por elevados acantilados. La ciudad de Kotor está, además, rodeada por una impresionante muralla.
La bahía, que en ocasiones es llamada «el fiordo más meridional de Europa», es en realidad el cañón sumergido del desaparecido río Bokelj, que antiguamente corría desde lo alto de las mesetas montañosas del monte Orjen. Constituye una importante atracción turística de Montenegro.
Kotor ha sido refugio de barcos y flotas desde la antigüedad: la República de Venecia la fortificó para defenderla de los ataques del Imperio Otomano. Continuó como base naval del Imperio Austrohúngaro hasta la desaparición de este en 1919.

## Historia
Las primeras constancias escritas acerca de la ciudad datan del año 168 a. C., cuando es mencionada como una localidad bajo el gobierno de Roma, con el nombre de Ascrivium o Ascruvium, perteneciente a la antigua provincia romana de Dalmacia.

### Edad Media
Las murallas de la ciudad datan de principios de la Edad Media, durante el reinado del emperador bizantino Justiniano I, quien ordenó fortificarla tras haber expulsado a los godos en 535. La ciudad se desarrolló considerablemente durante los siguientes siglos hasta el gobierno de Constantino VII en el siglo X, si bien fue saqueada por razias musulmanas en el 840. En 1002 la ciudad sufrió grandes daños con la ocupación del Primer Imperio Búlgaro y al año siguiente fue cedida por el zar Samuel de Bulgaria a Serbia, pero los ciudadanos se negaron a aceptar dicho pacto y se unieron a la República de Ragusa, de la que formaron parte hasta 1184. En el siglo XIII la ciudad ya era sede episcopal y se fundaron en ella conventos de las órdenes dominica y franciscana para controlar el desarrollo de los cátaros, una secta cristiana considerada hereje por la jerarquía eclesiástica.

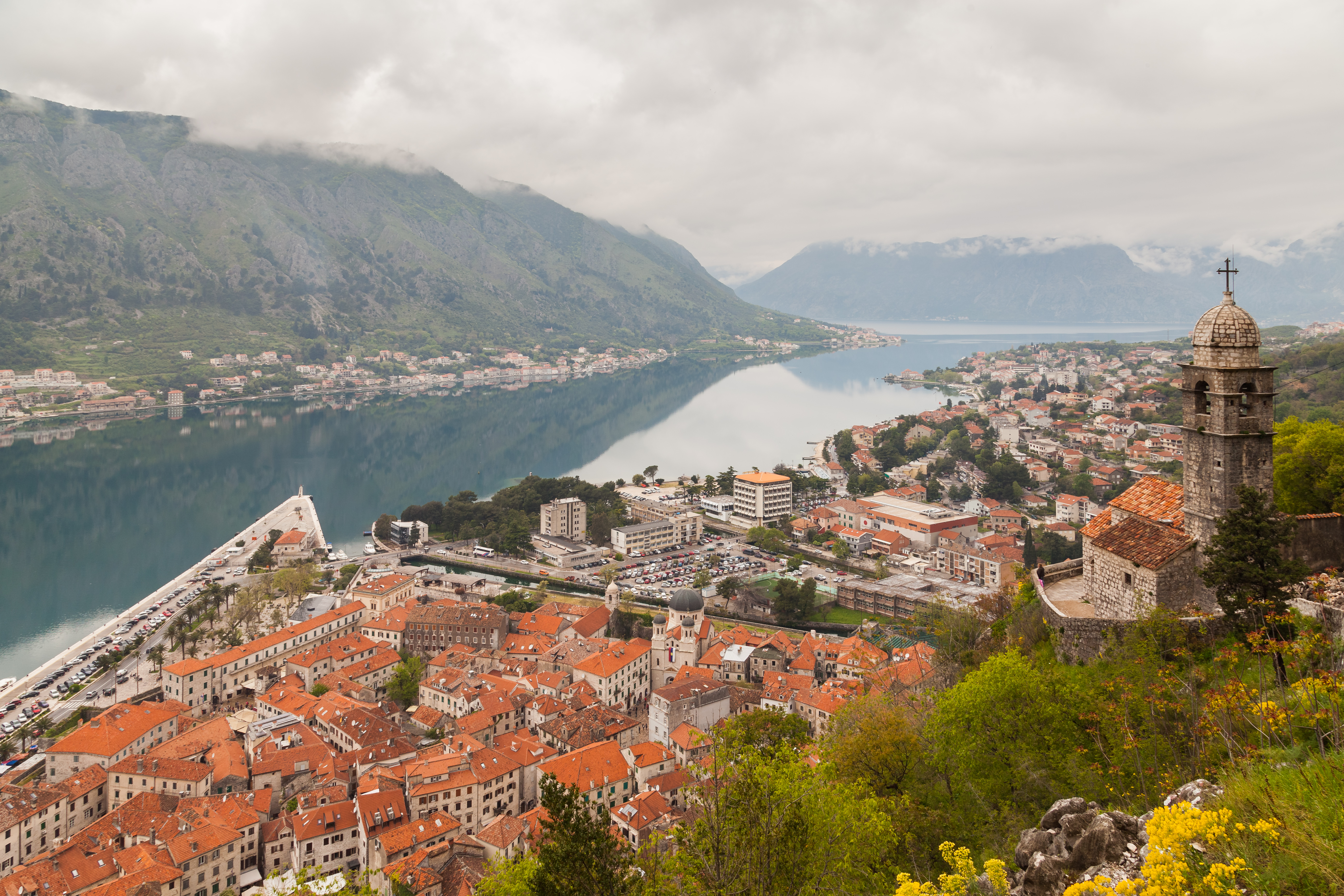
Vista de Kotor y su bahía desde las fortificaciones de Kotor.

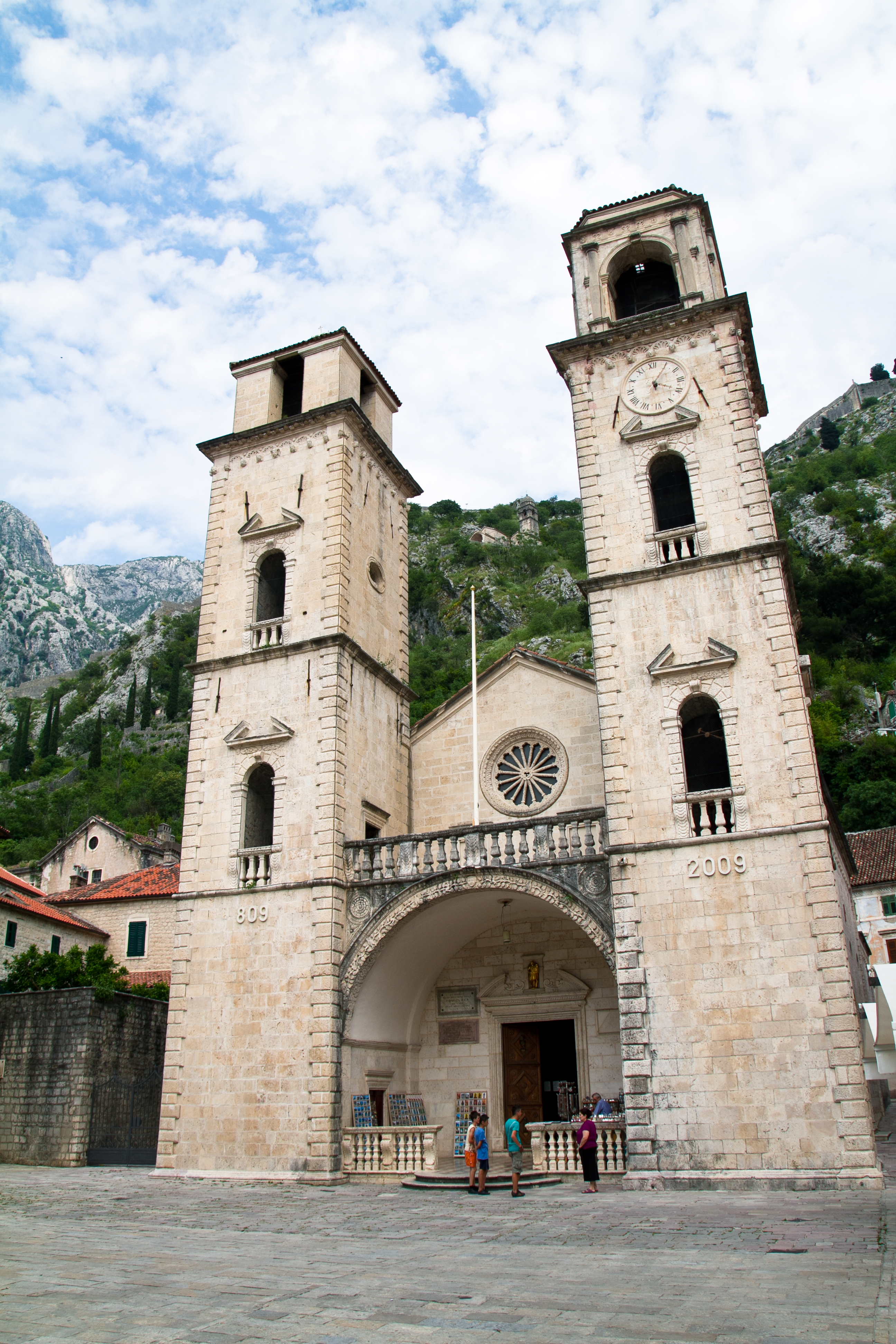
Catedral de San Trifón, también conocida como catedral de Kotor.

Entre 1185 y 1371, Kotor formó parte del antiguo Reino de Serbia, bajo el gobierno de la dinastía Nemanjić. Dicha familia le dio el nombre eslavo de Kotor y lo convirtieron en un puerto marítimo, por el que se comunicaban con otras naciones occidentales. Durante esta etapa la ciudad experimentó un gran auge económico y cultural. No obstante, en el año 1371 el monarca Luis I del Reino de Hungría conquistó la ciudad, que mantuvo en su poder unos años, hasta que fue tomada por el rey Tvrtko, soberano del Reino de Bosnia.

### República veneciana(1420-1797)
Entre 1391 y 1420, Kotor se conformó como una república independiente. Sin embargo, con el Imperio otomano amenazando las posesiones europeas, los mismos ciudadanos, junto al consejo municipal, decidieron voluntariamente ceder el mantenimiento y control de la ciudad a la República de Venecia, siendo integrada en el área de la Albania veneciana, lo que es palpable en la arquitectura de sus edificios. Perteneció al dominio veneciano hasta 1797, convirtiéndose en un importante centro artístico y comercial, con sus propias escuelas de albañilería e iconografía. En estos siglos la mayoría de la población de Cattaro (como era llamada entonces) era de lengua veneciana y religión católica.

### Edad Contemporánea
La ciudad fue cambiando de manos en varias ocasiones entre el Imperio austríaco (1797-1806), el Primer Imperio francés (1806-1814) y, tras el Congreso de Viena, en 1815, pasó durante un siglo al Imperio austrohúngaro, hasta su disolución en 1918, en el que pasó a Montenegro dentro del Reino de los Serbios, Croatas y Eslovenos, futura Yugoslavia. Durante la Segunda Guerra Mundial la ciudad fue incorporada al Reino de Italia, siendo parte de la Gobernación de Dalmacia entre 1941 y 1943. Terminada la guerra volvió a formar parte de Yugoslavia, hasta la independencia de Montenegro en 2006.
En 1979 la ciudad sufrió un terremoto que dañó numerosos monumentos, que fueron restaurados durante la década de 1980.

## Demografía
Según las estimaciones realizadas en 2009, en torno a 1289 personas habitarían en la ciudad, lo que pone de manifiesto el retroceso experimentado por la población desde la década de 1980.
| 871 | 950 | 1187 | 1433 | 1332 | 1401 | 1331 |

## Turismo

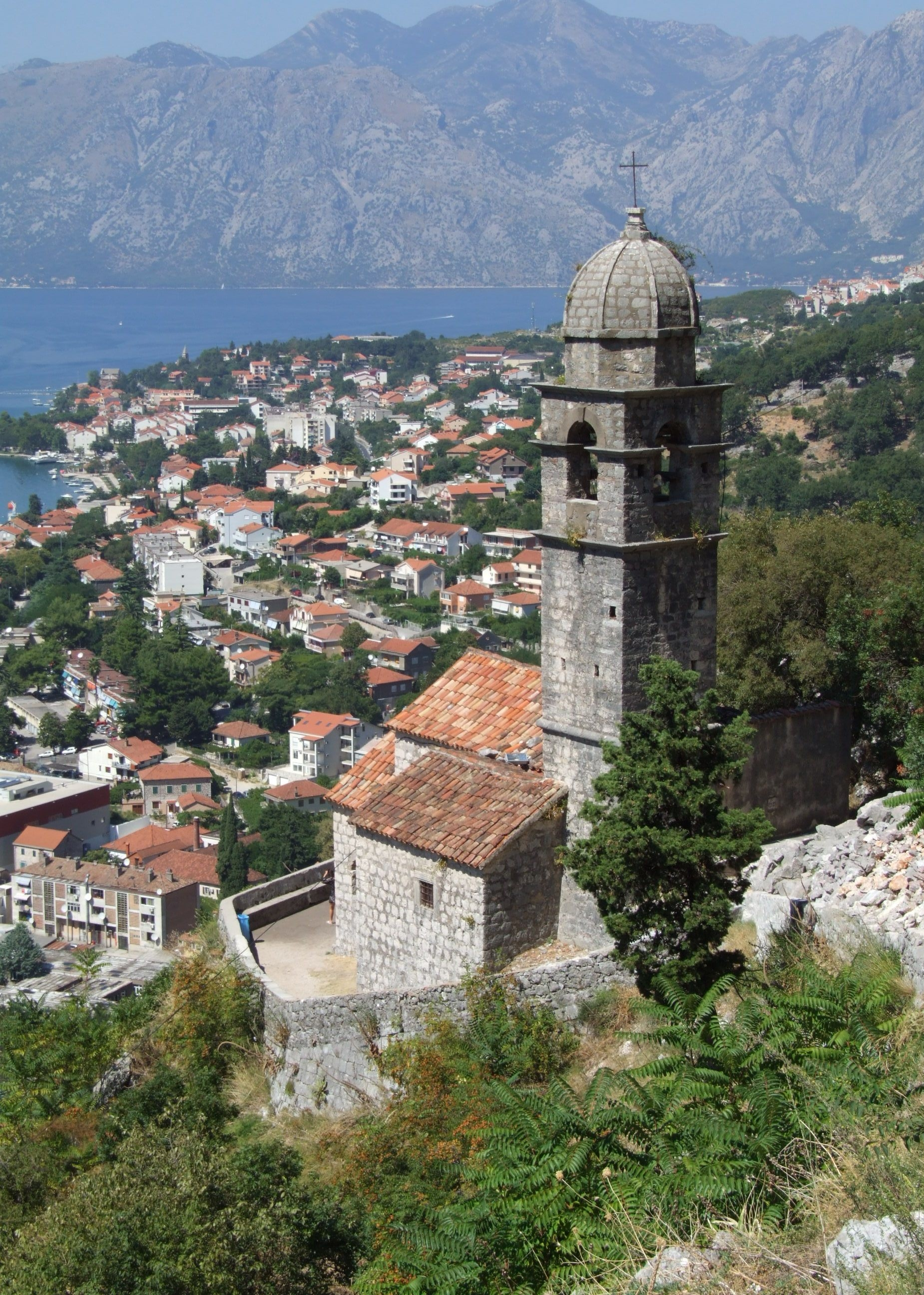
Iglesia de Nuestra Señora de la Salud.

Durante los últimos años, el sector turístico ha experimentado un espectacular desarrollo, y en la actualidad se basa en el turismo de sol y playa, además de ofrecer a los visitantes la «Comarca natural, cultural e histórica de Kotor» que fue declarada Patrimonio de la Humanidad por la Unesco en 1979, e incluye:
- Fortificaciones de Kotor.
- Catedral de San Trifón.
- Iglesia de Nuestra Señora de la Salud.

## Transporte
La localidad se encuentra comunicada con la Autopista del Adriático y el resto de la costa y el interior de Montenegro a través del Túnel de Vrmac. El interior es accesible por la desviación en Budva o Sutomore a través del túnel de Sozina. También se puede ir hacia Cetiña por un camino histórico que ofrece unas excelentes vistas de las Bocas de Kotor.
Por vía aérea el Aeropuerto de Tivat se encuentra a tan solo 5 kilómetros de la ciudad y cuenta con vuelos regulares a los aeropuertos de Belgrado, París-Charles de Gaulle y Moscú-Domodédovo. También existe el Aeropuerto de Podgorica, en la capital montenegrina, que se encuentra a 65 kilómetros y ofrece destinos a las principales ciudades europeas.

## Ciudades hermanadas
Kotor está hermanada con las siguientes ciudades:
- Campomarino, Italia
- Nesebar, Bulgaria
- Přerov, Chequia
- Santa Bárbara, Estados Unidos
- Stari Grad (Belgrado), Serbia
- Subótica, Serbia
- Szeged, Hungría
- Trogir, Croacia